# Sacumské povstání
Sacumské povstání (japonsky 西南戦争, seinan sensó neboli jihozápadní válka) bylo jedním z největších vyjádření nesouhlasu nespokojených samurajů vůči nové císařské vládě devět let po začátku Období Meidži. Název povstání pochází od knížectví Sacuma (též Kagošima) v bývalé provincii Sacuma na ostrově Kjúšú, jež hrálo významnou roli v období Reforem Meidži a stalo se útočištěm nezaměstnaných samurajů, které vojenské reformy připravily o postavení a práci. Povstání trvalo od 29. ledna 1877 do září téhož roku, kdy bylo definitivně rozdrceno a jeho vůdce Takamori Saigó provedl poté, co byl smrtelně raněn, rituální sebevraždu seppuku.
Saigóovo povstání bylo poslední a nejzávažnější z řady ozbrojených vystoupení proti nové vládě Japonského císařství, jež bylo předchůdcem moderního Japonska.

## Příčiny
Ačkoli knížectví Sacuma patřilo mezi klíčové hráče při reformách Meidži a ve válce Bošin a přestože řada mužů ze Sacumy dosáhla v nové vládě císaře Meidžiho vlivného postavení, panovala zde vzrůstající nespokojenost se směrem, jímž se země ubírala. Její modernizace znamenala zánik výsadního společenského postavení třídy samurajů, což s sebou neslo zhoršení jejich finanční situace. Rychlé a rozsáhlé změny v japonské kultuře, jazyce, oblečení a ve společnosti se mnoha samurajům jevily jako zrada myšlenky džói („vyžeňte barbary“) části hesla sonnó džói („ctěte císaře, vyžeňte barbary“), což bylo jakési odůvodnění pro svržení Tokugawského šogunátu a obnovení silné ústřední vlády v čele s císařem.
Takamorimu Saigóovi, jednomu z čelných sacumských představitelů ve vládě císaře Meidžiho, který zpočátku podporoval reformy, dělala především starost rostoucí politická korupce – oblíbené tisky zobrazovaly povstaleckou armádu s korouhvemi s nápisem šinsei-kótoku (新政厚徳), tedy „nová vláda, vysoká morálka“. Během debaty o tažení do Koreje (Seikanron) Saigó tvrdošíjně trval na tom, aby Japonsko vyhlásilo Koreji válku, protože Korea odmítla uznat legitimitu císaře Meidžiho jako hlavy Japonska, a kvůli urážlivému zacházení s japonskými vyslanci, kteří se pokoušeli zřídit obchodní a diplomatické vztahy mezi oběma zeměmi. V jednu chvíli dokonce navrhl, že by osobně navštívil Koreu a vyprovokoval casus belli tím, že by se choval tak nesnesitelně, až by ho Korejci byli nuceni zabít. Saigó předpokládal, že by tato válka byla pro Japonsko úspěšná a že by její počáteční fáze nabídly možnosti, jak by samurajové, za jejichž věc se bral, mohli nalézt smysluplnou a užitečnou smrt v boji. Poté, co se ostatní japonští představitelé proti těmto plánům postavili, Saigó na protest rezignoval na všechny své funkce a vrátil se do své domovské Kagošimy, tak jako to udělala celá řada sacumských ex samurajů sloužících v armádních a policejních složkách.
Na pomoc těmto mužům založil Saigó roku 1874 v Kagošimě soukromou akademii známou jako Šigakkó, v níž je zaměstnal. Brzy měla po celé prefektuře 123 poboček. Výuka, kterou nabízely, nebyla čistě jen akademická. Všichni studenti se museli účastnit výcviku boje se zbraněmi a přednášek o taktice. Saigó založil také dělostřeleckou školu. Školy spíš než cokoli jiného připomínaly polovojenské politické organizace a těšily se podpoře vládce Sacumy, který navrátivším se samurajům přiděloval politické úřady, takže posléze v kagošimské vládě přečíslili ostatní.
Podpora Saigóovi byla tak silná, že do konce roku 1876 se Sacuma fakticky odtrhla od ústřední vlády.

## Předehra

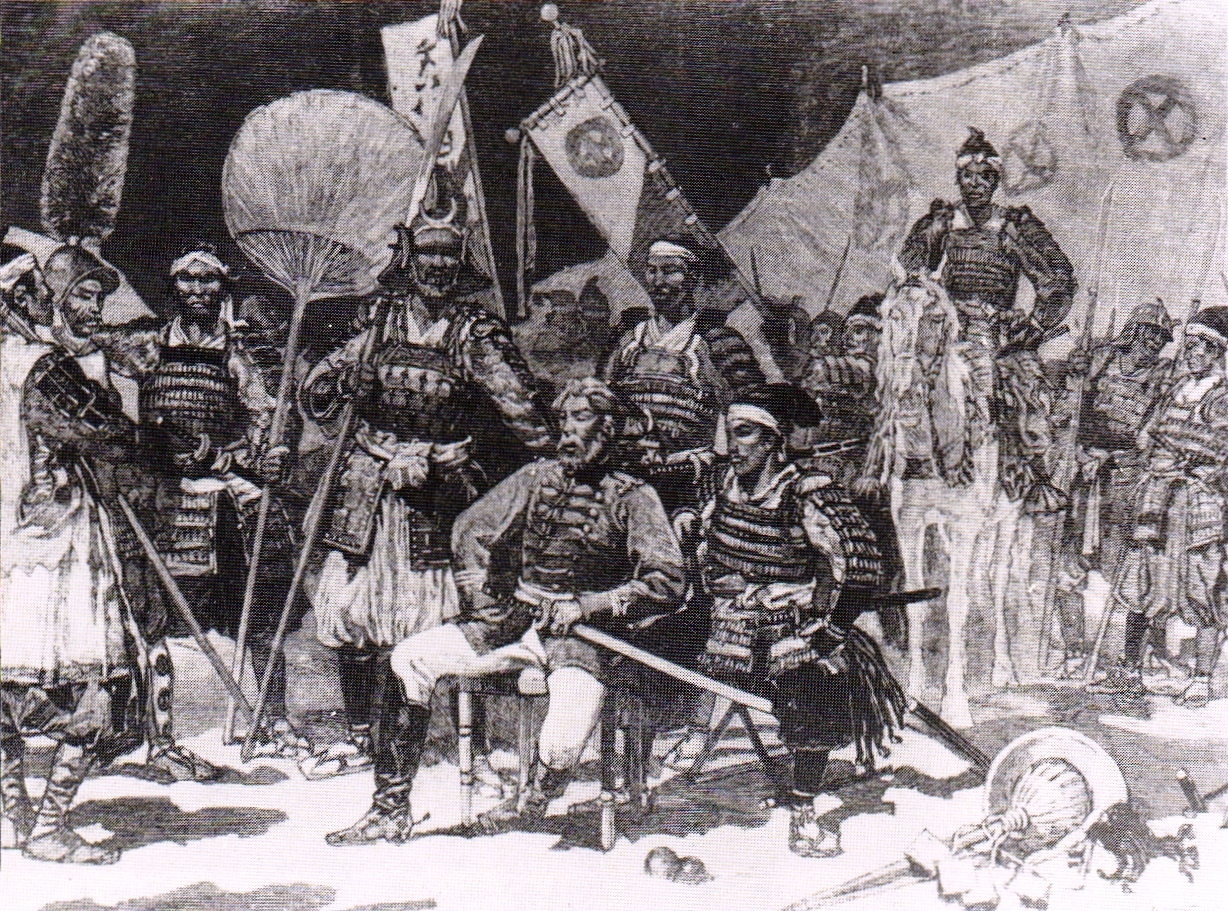
Takamori Saigó (sedící ve francouzské uniformě) obklopený svými důstojníky v tradičních oděvech, 1877

Saigóovy akademie vzbudily v Tokiu značné starosti. Vláda se právě vyrovnala s několika malými, leč divokými samurajskými vzpourami na Kjúšú a vyhlídka na povstání velkého počtu dobře vycvičených a odhodlaných sacumských samurajů vedených proslulým a oblíbeným Saigóem byla víc než znepokojivá. V prosinci 1876 vyslala císařská vláda skupinu 57 policistů vedených Hisaem Nakaharou, aby ověřili zprávy o podvratné činnosti a o nepokojích. Tito muži byli chyceni a podrobeni mučení. Vypověděli přitom, že jsou špióni vyslaní, aby zavraždili Takamoriho Saigóa. Přestože Nakahara později tuto násilím vynucenou výpověď odvolal, v Sacumě se jí všeobecně věřilo a nespokojeným samurajům posloužila jako ospravedlnění nutnosti povstat, aby „ochránili Saigóa“. Vláda, která se obávala povstání, vyslala do Kagošimy 30. ledna 1877 válečnou loď, aby ze zbrojnice Sómuta odvezla zbraně a munici, které tam byly uskladněny. V situaci, která byla již tak velmi napjatá kvůli zrušení samurajských dávek rýže počátkem roku, to vyvolalo otevřený konflikt. Asi 50 posluchačů Saigóovy akademie rozhořčených vládní politikou zaútočilo na sómutskou zbrojnici a odneslo odtud zbraně. Během dalších tří dní uspořádalo přes 1000 posluchačů nájezdy na loděnice a další sklady zbraní.
Po tomto nečekaném úspěchu byl značně ohromený a zdráhající se Saigó přinucen vzdát se svého života v ústraní a postavit se do čela povstání jako jeho vůdce v boji proti ústřední vládě.
Počátkem února 1877 vyslala císařská vláda úředníka ministerstva vnitra Tomojukiho Hayašiho s admirálem Sumijošim Kawamurou (1836–1904) na válečné lodi Takao Maru, aby zjistili, jaká je situace. Sacumský guvernér Cunajoši Ojama vysvětloval, že vzpoura je odpovědí na vládní pokus zavraždit Takamoriho Saigóa, a požádal admirála Kawamuru, který byl Saigóovým bratrancem, aby vystoupil na břeh a pomohl uklidnit situaci. Poté, co Ojama odplul, zaútočila flotila malých lodí obsazených ozbrojenými muži na Takao Maru a pokusila se násilím nalodit. Útočníci však byli odraženi. Následujícího dne Hayaši oznámil Ojamovi, že nemůže admirálu Kawamurovi dovolit, aby v tak vypjaté atmosféře vystupoval na břeh, a že útok na Takao Maru pokládá za akt urážky císařského majestátu.
Po svém návratu do Kóbe 12. února se Hayaši setkal s generálem Aritomem Jamagatou a pozdějším ministerským předsedou Hirobumim Itóem. Na této schůzce bylo rozhodnuto, že bude třeba vyslat do Kagošimy císařskou armádu, aby zabránila rozšíření vzpoury do dalších oblastí země, které sympatizovaly se Saigōem. Téhož dne se Takamori Saigō setkal se svými zástupci Tošiakim Kirinem a Kunimotem Šinoharou a oznámil jim svůj záměr pochodovat do Tokia, aby mu vláda odpověděla na jeho otázky. Odmítl velké množství nabízejících se dobrovolníků a nepokusil se ani kontaktovat některé z dalších knížectví, aby získal podporu. V Kagošimě také nezanechal žádné vojsko pro zabezpečení své základny proti případnému nepřátelskému útoku. Aby posílil ovzduší zákonnosti celé akce, oblékl si svoji armádní uniformu. Cestou na sever musela jeho armáda vzdorovat nejhoršímu sněžení, jaké Sacuma zažila za posledních více než 50 let. Vzhledem k podobnosti s počasím, které přivítalo ty, kdo se před 9 lety chystali uzákonit reformy Meidži, to bylo vykládáno jako znamení božské podpory.

## Severojižní válka

### Obležení hradu Kumamoto

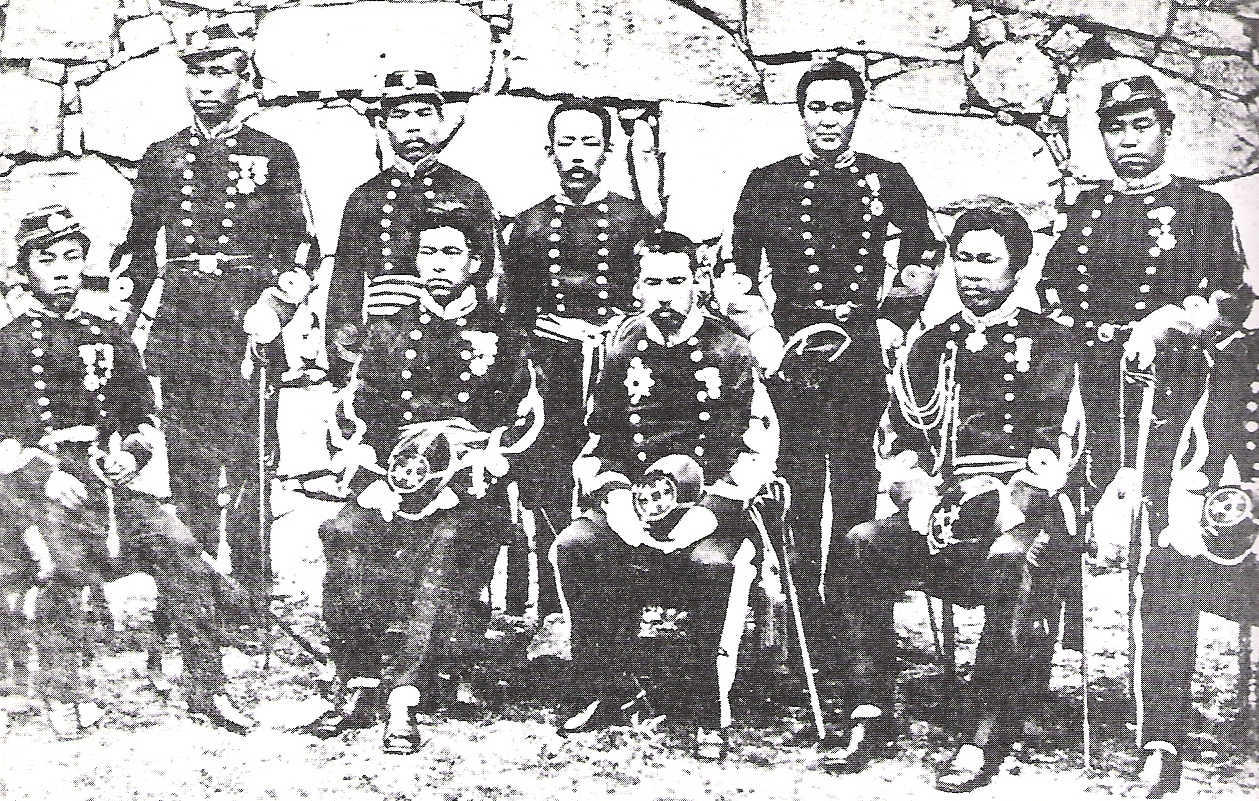
Vojáci císařské armády z kumamotské posádky, kteří odolávali obléhání hradu vojskem Takamoriho Saigóa v roce 1877

Sacumský předvoj překročil hranice prefektury Kumamoto 14. února. Velitel posádky hradu Kumamoto generálmajor Tateki Tani měl k dispozici 3800 vojáků a 600 policistů. Avšak zatímco většina vojáků pocházela z Kjúšú, značný počet důstojníků byli rodáci z Kagošimy a jejich spolehlivost byla proto nejistá. Generál Tani se tedy rozhodl pro obranný boj, který zmenšoval riziko dezercí. První výstřely války byly vypáleny 19. února, když obránci hradu zahájili palbu na sacumské jednotky, které se pokoušely násilím si vynutit průchod do hradu. Hrad Kumamoto vybudovaný v roce 1598 patřil k nejlépe opevněným hradům v Japonsku, ale Takamori Saigó byl přesvědčen, že si jeho 9000 samurajů snadno poradí s Taniho málo zkušenými vojáky, kteří byli ještě stále otřeseni nedávným povstáním příslušníků tajné společnosti Šinpúren ve zdejší prefektuře.
Hlavní sacumské síly dorazily 22. února, vzaly hrad do kleští a zaútočily. Boj pokračoval až do noci. Císařské jednotky byly donuceny ustoupit, přičemž přišly v zuřivém boji o vlajku 14. pěšího pluku. Nicméně přes tyto úspěchy se sacumské armádě nepodařilo hrad obsadit a její velení si začalo uvědomovat, že Taniho armáda nebude tak snadnou kořistí, jak se zprvu domnívalo. Po dvou dnech bezvýsledných útoků se sacumské síly zakopaly v na kámen zmrzlém terénu kolem hradu a pokoušely se jeho obleženou posádku vyhladovět. Pro obránce hradu byla situace o to zoufalejší, že krátce předtím, než povstání vypuklo, přišli díky požáru skladiště o značnou část zásob potravy a střeliva. Během obléhání přešla řada bývalých kumamotských samurajů na Saigóovu stranu, čímž počet jeho bojovníků stoupl na 20 000. Mezitím byli 9. března Saigō a jeho zástupci Kirino a Šinohara zbaveni svých dvorských hodností a titulů.
V noci 8. dubna provedli vojáci z hradní posádky zoufalý výpad, při němž se jim podařilo učinit v řadách obléhatelů dostatečně velký průlom, jímž se podařilo dopravit obležené posádce zoufale potřebné zásoby. Jednotky císařské armády, jimž velel generálporučík Kijotaka Kuroda, dorazily k hradu Kumamoto 12. dubna a přiměly nyní silně přečíslené sacumské síly, aby se stáhly.

### Bitva pod návrším Tabaruzaka

Zuřivá bitva pod návrším Tabaruzaka: Vlevo jsou císařské jednotky, vpravo samurajové.

Bitva pod návrším Tabaruzaka začala 3. března, když císařské jednotky táhnoucí na pomoc posádce obleženého hradu Kumamoto narazily na rebelské síly sacumských samurajů, kteří střežili hlavní přístupovou cestu do Kumamota.
Generál císařské armády Aritomo Jamagata nařídil následujícího dne frontální útok na návrší Tabaruzaka, jež se vypínalo nad cestou do Kumamota a odkud ji samurajové ovládali. Útok se protáhl v osm dní trvající bitvu, která probíhala na 10,5 km dlouhé linii, od Tabaruzaky až k Ariackému moři. Tabaruzaku drželo asi 15 000 samurajů ze Sacumy, z Kumamota a z Hitojoši, proti nim stálo asi 9000 mužů 9. pěší brigády Japonské císařské armády a 1700 policistů.
V době nejprudších bojů napsal Saigó osobní dopis princi Arisugawovi, který formálně velel císařské armádě, v němž zopakoval své důvody pro cestu do Tokia. Jeho dopis vypovídal o tom, že si povstání nepřál a že jeho cílem není svržení vlády, kterou pomáhal s velkým úsilím vybudovat,a že hledá mírové řešení. Vláda však jednání odmítla.
Dne 8. března přistály v Kagošimě tři válečné lodě s 500 policisty a několika rotami pěchoty, jejichž úkolem bylo odříznout Saigóa od jeho základny. Vojáci s policisty zajistili zbrojnice a zadrželi sacumského guvernéra.
Generál Jamagata přikázal též vysadit za liniemi povstalců uskupení o síle dvou pěších brigád a 1200 policistů s úkolem napadnout protivníka z týlu od Jacuširského zálivu. Výsadek se bez větších problémů vylodil, načež zamířil na sever, přičemž 19. března dobyl město Mijanohara. Poté, co dostali posily, zaútočili císařští, nyní v síle 4000 mužů, na zadní voj sacumské armády a zatlačili ho zpět.
Bitva u Tabaruzaky byla jedním z nejlítějších střetnutí jihozápadní války. Císařské síly z ní vyšly vítězně, ale obě strany utrpěly těžké ztráty – na každé straně až 4000 mrtvých či raněných.

### Ústup od Kumamota

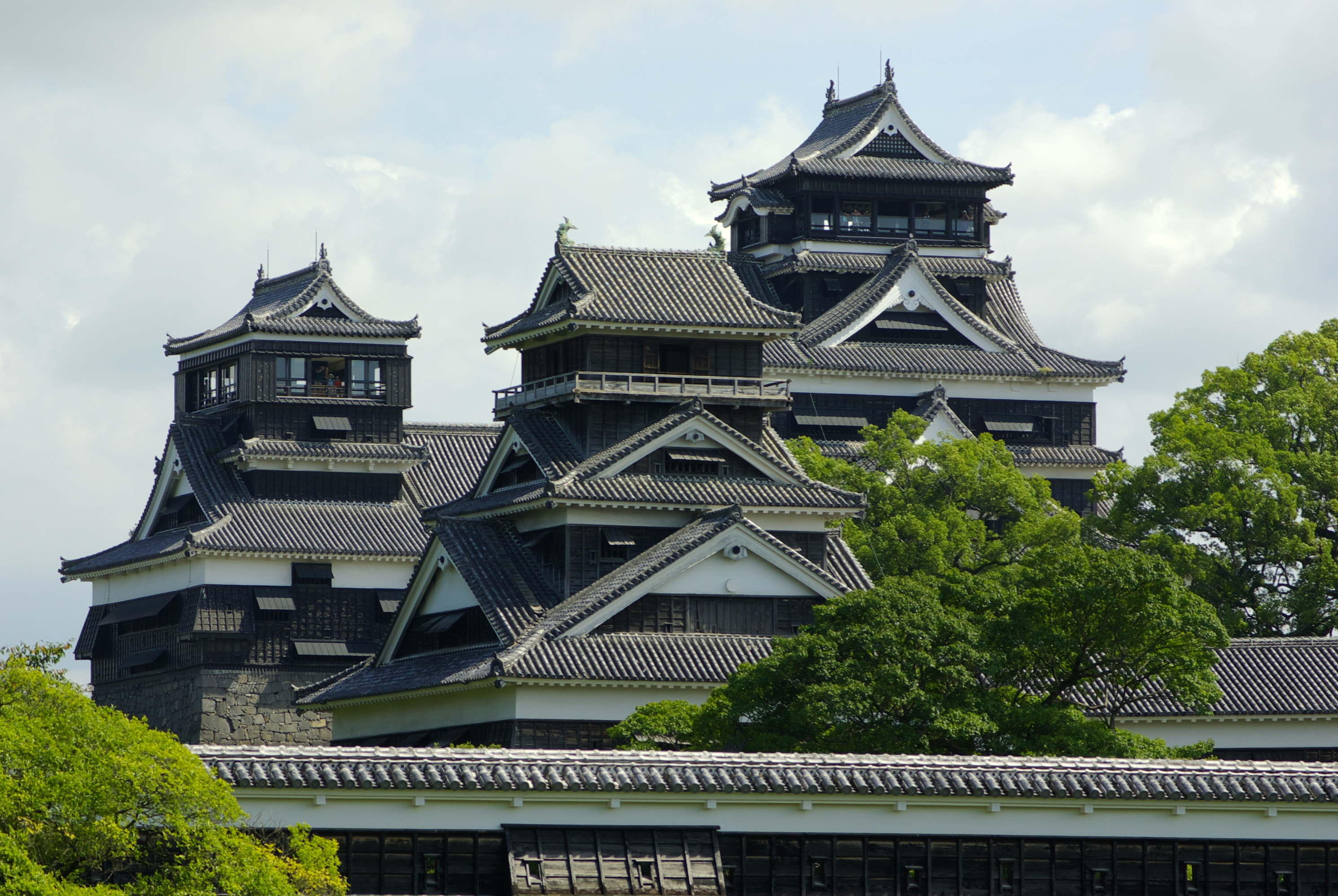
Hrad Kumamoto

Po neúspěšném pokusu dobýt hrad Kumamoto se Saigó vydal se svým vojskem na sedmidenní pochod do Hitojoši, kde se povstalci zakopali a nemajíce jinou strategii, očekávali další útok císařských jednotek. Nicméně císařská armáda byla podobně vyčerpaná jako Saigóovy síly, a proto byly další boje na několik týdnů odloženy, aby mohly dorazit posily. Po obnovení císařské ofenzivy ustoupil Saigó do Mijazaki, přičemž cestou zanechával v kopcích četné skupiny samurajů, jejichž úkolem bylo vést s nepřítelem partyzánskou válku.
Dne 24. června vytlačila císařská armáda Saigóa z Mijazaki a poté i z Nobeoky. Císařské jednotky byly vysazeny severně od Saigóovy armády v Óitě a v Saiki, takže povstalecké síly se dostaly do kleští. Saigóovo vojsko se však dokázalo z obklíčení probít. Do 17. srpna se počet Saigóových bojovníků ztenčil na 3000 mužů. Povstalci rovněž přišli o většinu moderních pušek a o veškeré dělostřelectvo.
Přeživší povstalci zaujali postavení na úbočí hory Enodake, kde byli záhy obklíčeni. Generál Jamagata, rozhodnutý, že nenechá Saigóa opět uprchnout, proti nim vyslal velké vojsko, které zbytky sacumské armády přečíslilo v poměru 7:1. Většina zbývajících povstalců se buď vzdala, nebo provedla rituální sebevraždu seppuku. Takamori Saigó však 19. srpna spálil svoje soukromé dokumenty a armádní uniformu a spolu se zbývajícími 500 věrnými samuraji proklouzl směrem na Kagošimu. I přes veškeré Jamagatovy snahy během následujících dní se jim 1. září podařilo dorazit do Kagošimy a zmocnit se hory Širojama, která se tyčí nad městem.

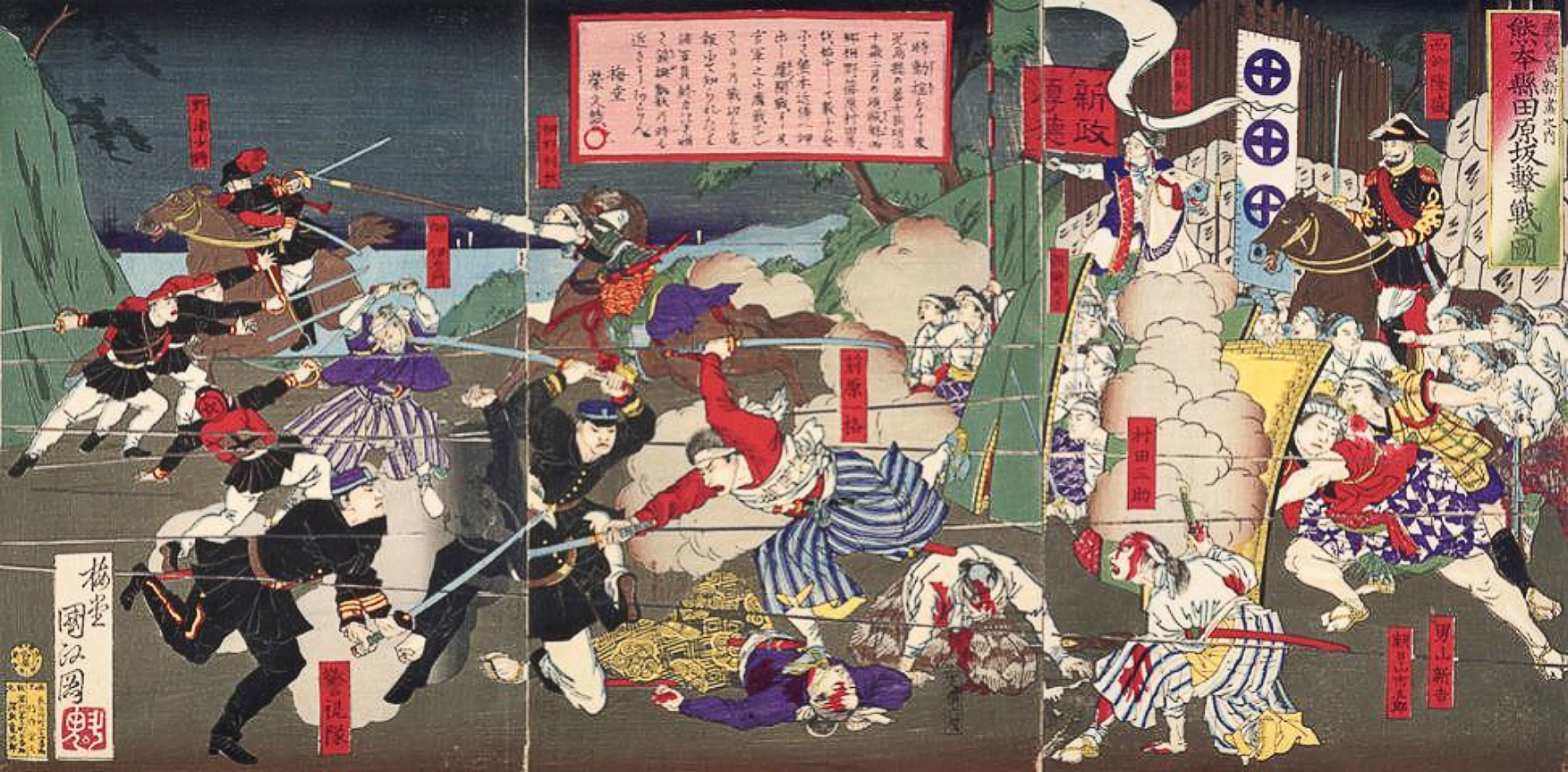
Bitva u Tabaruzaky
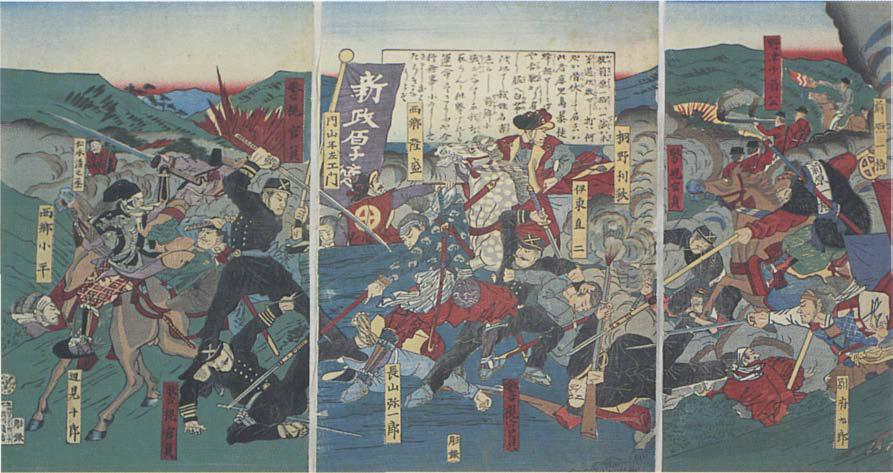
Saigóova armáda v boji s císařskými silami

### Bitva o Širojamu

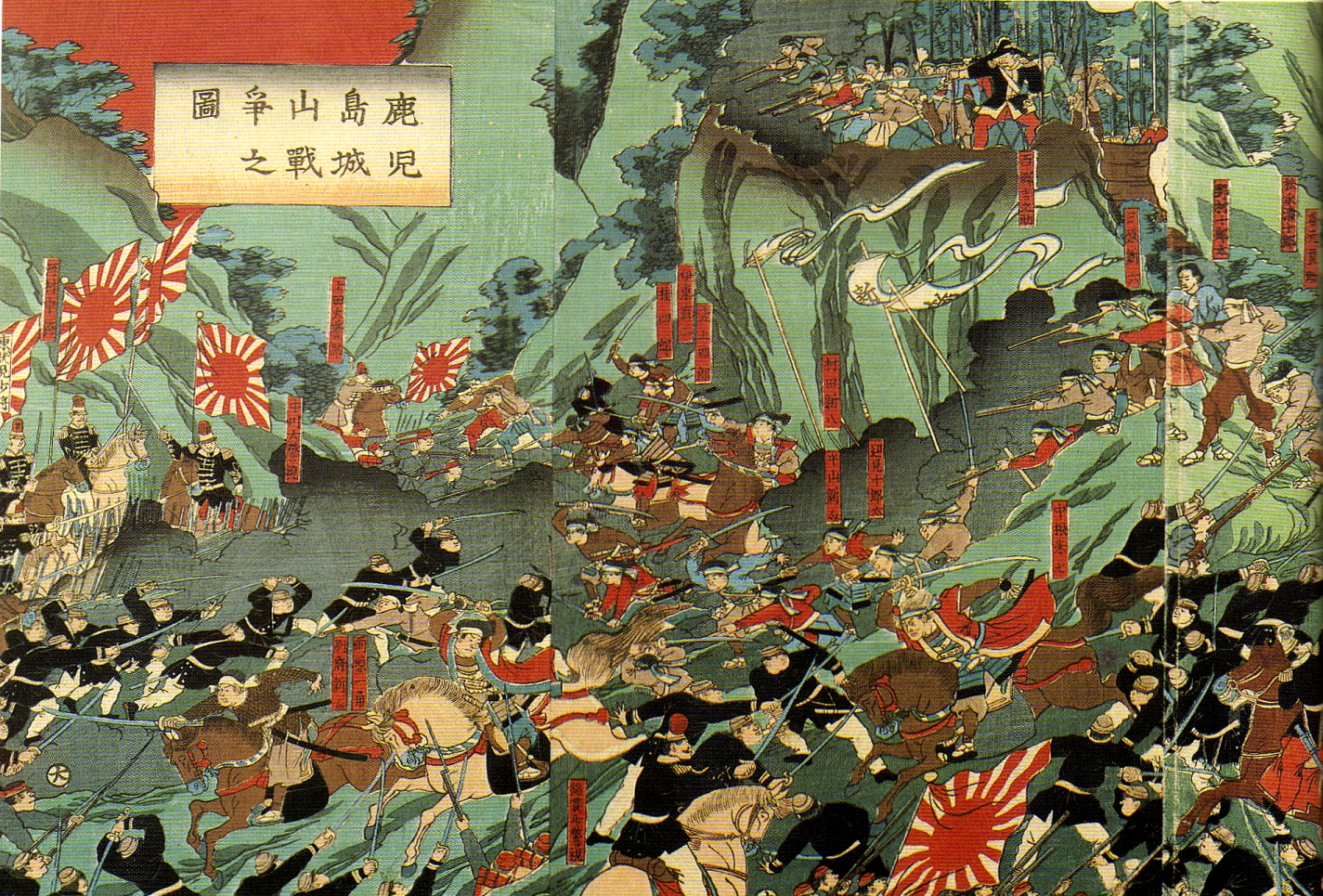
Bitva o Širojamu

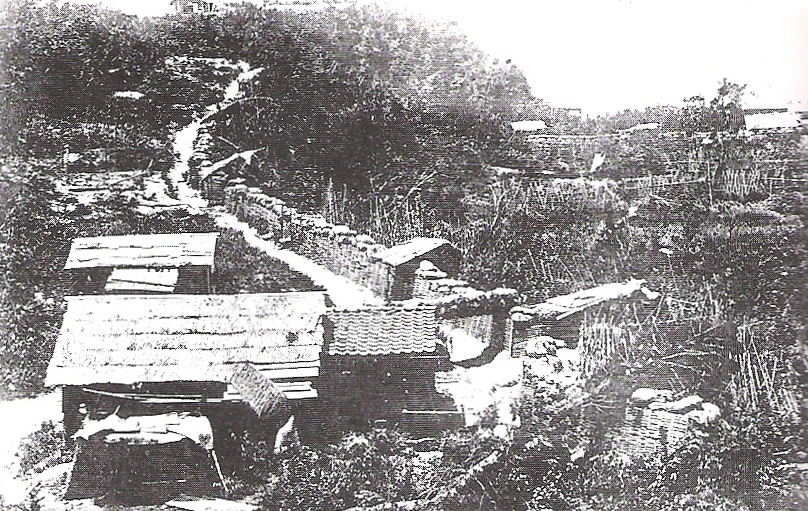
Opevnění císařské armády kolem Širojamy, snímek z roku 1877

Takamori Saigó a jeho zbývajících 500 věrných samurajů se stáhlo do jeho domovské Kagošimy, kde svedli svoji poslední bitvu na hoře Širojama. Jednotky císařské armády, jimž velel generál Aritomo Jamagata, a námořní pěchota pod velením admirála Sumijošiho Kawamury přečíslovaly Saigóovy samuraje v poměru 60:1. Jamagata byl přesto rozhodnut neponechat nic náhodě. Vojáci císařské armády strávili několik dní budováním propracovaného systému zákopů, hradeb a zátarasů, jež měly zabránit dalšímu průlomu. Poté zahájilo císařské dělostřelectvo podporované děly z pěti válečných lodí kotvících v kagošimském přístavu mohutnou dělostřeleckou přípravu, která systematicky ničila povstalecké pozice.
Poté, co Takamori Saigó odmítl Jamagatův dopis, v němž jej generál žádal, aby se vzdal, nařídil Jamagata 24. září 1877 provést na pozice povstalců čelný útok všemi silami. Kolem 6. hodiny ranní bylo naživu již jen 40 samurajů. Takamori Saigó byl těžce raněn. Legenda praví, že jeden z jeho nejbližších, Šinsuke Beppu, se ujal role kaišakunina neboli pobočníka a pomohl Saigóovi provést rituální sebevraždu seppuku, aby ho nepřítel nemohl zajmout. Nicméně jiné důkazy jsou s touto legendou v rozporu a dokládají, že Saigó ve skutečnosti zemřel na následky střelného zranění, načež mu Beppu odťal hlavu, aby zachoval jeho důstojnost.
Po Saigóově smrti vytasili Beppu a zbývající samurajové své meče a vyrazili z kopce k pozicím císařské armády vstříc důstojné smrti v boji. V 7 hodin ráno byli všichni sacumští samurajové mrtvi. Jejich smrtí skončilo sacumské povstání.

## V kultuře
Sacumské povstání vedené Takamorim Saigóem se stalo inspirací pro zápletku filmu Poslední samuraj.